# Skagen Stadion
Skagen Stadion er Danmark nordligst beliggende fodboldanlæg og hjemmebane for Skagen Idræts Klub. Opvisningsbanen har plads til ca. 5.500 tilskuere. hvor tilskuerpladserne mest består af jordvolde. På den ene langside befinder klubhuset sig, hvor der også er balcon og cafeteria med udsigt til banen. I alt består hele anlægget af syv baner, hvoraf de fem ligger langs Drachmansvej og Stadionvej, mens de to sidste ligger lidt afsides ude bag Skagen Orienterings Klub, nærmest halvvejs ud mod Den tilsandede kirke.
De største kampe, som er spillet på Skagen Stadion gennem tiderne, må siges at være Pokalkvartfinalen mod Herfølge i 1987, hvor Skagen tabte med 0-4 for øjnene af 3.800 tilskuere, samt opvisningskampen i 1995 mod vinderholdet fra EM i 1992 i Sverige. Her blev der sat stadionrekord med hele 5.500 tilskuere. En rekord der ikke siden er slået og næppe heller bliver det, da der var fuldt hus. Desuden har bl.a. OB og AaB brugt anlægget til diverse sommerkampe.
 Der er for få eller ingen kildehenvisninger i denne artikel, hvilket er et problem. Du kan hjælpe ved at angive troværdige kilder til de påstande, som fremføres i artiklen.

|  | Denne artikel om en bygning eller et bygningsværk kan blive bedre, hvis der indsættes et (bedre) billede. Du kan hjælpe ved at afsøge Wikimedia Commons for et passende billede eller lægge et op på Wikimedia Commons med en af de tilladte licenser og indsætte det i artiklen. |

57°43′6.52″N 10°34′7.29″Ø / 57.7184778°N 10.5686917°Ø